# ارنست تورن
ارنست تورن (انگلیسی: Ernest Thorn; ۷ ژوئن ۱۸۸۷ – ۱۸ نوامبر ۱۹۶۸) ورزشکار طناب‌کشی اهل بریتانیا بود.